# Marga Minco
Marga Minco, pseudoniem van Sara Minco (Ginneken, 31 maart 1920 – Amsterdam, 10 juli 2023), was een Nederlandse schrijfster van 'humoristische en absurdistische verhalen en suggestieve, sobere vertellingen'. Haar veel vertaalde oorlogskroniek Het bittere kruid (1957) is een klassieker uit de Europese literatuur over de Tweede Wereldoorlog. Voor haar gehele oeuvre ontving zij in 2005 de Constantijn Huygensprijs en in 2019 de P.C. Hooft-prijs.
Minco werd vooral bewonderd om haar zuivere en sobere taalgebruik. 'Haar proza,' aldus criticus Michel Krielaars in 2015, 'leest bijna alsof het gisteren werd geschreven, zo helder en indringend is het, zo goed van sfeer en zo vol verdiepende waarnemingen.'

## Naam
In veel biografische bronnen en necrologieën wordt gesteld dat Marga Minco als Sara Menco ter wereld kwam. De bevolkingsregistratie in Ginneken lijkt deze conclusie in eerste instantie te wettigen, maar deze blijkt achteraf wel aangepast te zijn. Op een gezinskaart te Ginneken zijn alle vier de naam dragende gezinsleden in eerste instantie als Menco ingeschreven, waarna dit later over de hele lijn is gecorrigeerd door alle e's te herschrijven als i's. Van Sara's oudere broer David Minco werd de naam nog in 1938 (verloving met Lotte Boas) en 1940 (ondertrouw) in krantenannonces als Dave Menco vermeld. Blijkbaar is eerst achteraf vastgesteld dat het Minco had moeten zijn. Latere bronnen zijn op dit punt eenduidig.
De oorzaak van deze merkwaardige gang van zaken of dit administratief misverstand is onduidelijk, maar het zou misschien kunnen samenhangen met het feit dat in Twente de daar meer voorkomende en bekende namen Menco en Minco niet altijd uit elkaar werden gehouden. Ook de spelling van de tweede lettergreep wisselde soms: Menko/Minko. Een schrijffout in de 19e eeuw zorgde ervoor dat zowel Minco als Menco als achternaam worden gebruikt in dezelfde familie. Sommige dragers van de naam Minco hebben daartoe ook zelf bijgedragen.

Marga Minco ontleende het eerste deel van haar schrijversnaam aan haar onderduiknaam (Marga Faes).

## Biografie

### Geboorte en afkomst
De later als Marga Minco bekend staande schrijfster werd op 31 maart 1920 in het gezin Minco als Sara geboren, in de Prins Hendrikstraat te Ginneken bij Breda (toen een dorp, sinds 1942 een stadsdeel). Sara was het derde kind van de koopman (handelsreiziger in kruiden), Salomon Minco (1887-1943), zoon van David Minco, een orthodox joodse kantoorbediende (boekhouder) uit Oldenzaal, en Grietje van Hoorn (1889-1943), dochter van een Groningse textielhandelaar uit 't Zandt. Het jonge gezin was te Oldenzaal gehuisvest in het pand Op den Koem 2.  De achtergronden van de verhuizing van het jonge gezin Minco-van Hoorn en de keuze voor Brabant zijn niet opgehelderd, maar Oldenzaal vormde voor joden een ernstig problematische omgeving.
Grootvader David Minco kwam uit Twente, waar ook andere families Menco/Minco woonden. Later herinnerde Sara zich haar grootvader 'als een soort kamergeleerde, altijd bezig met het bestuderen van oude Hebreeuwse geschriften. Als hij bij ons kwam logeren, moesten we niet vergeten onze gebeden te zeggen voor en na het eten en voor het naar bed gaan.' Op zaterdag mochten de kinderen geen licht aansteken en niet fietsen. 
Omstreeks 1925 verhuisde het gezin naar Breda (Bouwerijstraat 31a), waar de vader als parnas een vooraanstaand lid werd van de joodse gemeenschap aldaar. De jaren daarop verhuisden ze nog tweemaal binnen Breda. De laatste woning (na Teteringenstaat 21) waar het volledige gezin woonde (tot 1941), was een fraaie, nieuw gebouwde eengezinswoning (uit 1928) aan de Loopschansstraat nr 22. Elke zaterdag met een hoge hoed en zwart pak naar de synagoge, alleen op feestdagen door de rest van het gezin vergezeld. Salomon was een vroom man, die zijn religieuze en culturele waarden op zijn kinderen poogde over te brengen; Grietje was wat ruimdenkender en oefende een matigende invloed op haar man uit. Sara's vijf jaar oudere broer Dave ontdeed zich van de voorschriften en verplichtingen van het geloof en effende zo de weg voor zijn jongere zusters. Na het behalen van zijn kandidaats economie moest hij zijn studie staken omdat het joden verboden werd te studeren. Bettie (Betje), Minco's één jaar oudere zuster, studeerde aan de Tilburgse Academie voor Beeldende Vorming, maar behaalde later haar praktijkdiploma verpleegkunde.

### Jeugd en opleiding
De vrome inslag van de vader is niet overgegaan op Minco: 'De sjoeldienst heeft mij nooit kunnen boeien.' De kinderen voelden de orthodoxe aard van het gezin als een belemmering, omdat ze op zaterdag nergens aan mee mochten doen. Kinderen, aldus de auteur, 'willen nu eenmaal niet in een uitzonderingspositie worden geplaatst. Wij wilden zijn als iedereen.' Het was aan de liberalere inslag van de moeder te danken dat de vader inzag dat een strikt orthodoxe opvoeding de kinderen zou isoleren van hun omgeving.
Gedurende haar opleiding aan de Nutsschool voor Meisjes te Breda begon Minco met schrijven. In deze jaren maakte zij kennis met het werk van Couperus, 'wiens Boeken der kleine zielen mij voor het eerst het idee gaven wat literatuur kon zijn.' Ook las zij J. Slauerhoff, Hendrik Marsman en Martinus Nijhoff.

### Journalist (1938-1940)
Na schooltijd werkte Minco aan een bundel verhalen, op grond waarvan zij in 1938 werd aangenomen bij de Bredasche Courant. Ze verrichtte correctiewerk, versloeg lokale gebeurtenissen zoals branden en de opening van een ziekenhuis en schreef toneel- en filmkritieken, alsmede literaire stukjes onder het pseudoniem 'Hus'. De dag na de capitulatie werd zij ontslagen, volgens haar latere echtgenoot Bert Voeten, omdat de directie geen joods redactielid in dienst durfde te houden, hoewel de bezetter toen nog geen enkel verbod had uitgevaardigd. Zo werd Minco de eerste Nederlandse journalist die vanwege haar joodse afkomst werd ontslagen.

### Tweede Wereldoorlog (1940-1945)
Van het begin af aan vormde de opkomst van het nazisme gespreksstof in het gezin. Een oom van Minco was met een Duitse vrouw getrouwd, wier familieleden al vroeg in concentratiekampen terechtkwamen: 'Wat er met de joden in Duitsland gebeurde, wisten we maar al te goed.' De dag nadat Nederland capituleerde, werd Minco op last van Duits-gezinde commissarissen ontslagen bij de krant, nog voordat de Duitsers hun anti-joodse maatregelen afkondigen.
In het begin van de Tweede Wereldoorlog verbleef zij in Breda, Amersfoort en Amsterdam. Minco kreeg een lichte vorm van tuberculose (tbc) en belandde in ziekenhuizen in Utrecht en Amersfoort. In het najaar van 1942 keerde ze terug in Amsterdam en trok zij in bij haar ouders, die door de Duitse bezetters gedwongen waren om in de Jodenbuurt te gaan wonen. Later tijdens de oorlog werden haar ouders, broer en zus gedeporteerd. Minco is de enige overlevende door aan arrestatie te ontsnappen en de rest van de oorlog onder te duiken. Minco kreeg toen ook een nieuwe naam: Marga Faes waarvan ze de voornaam later aanhield.

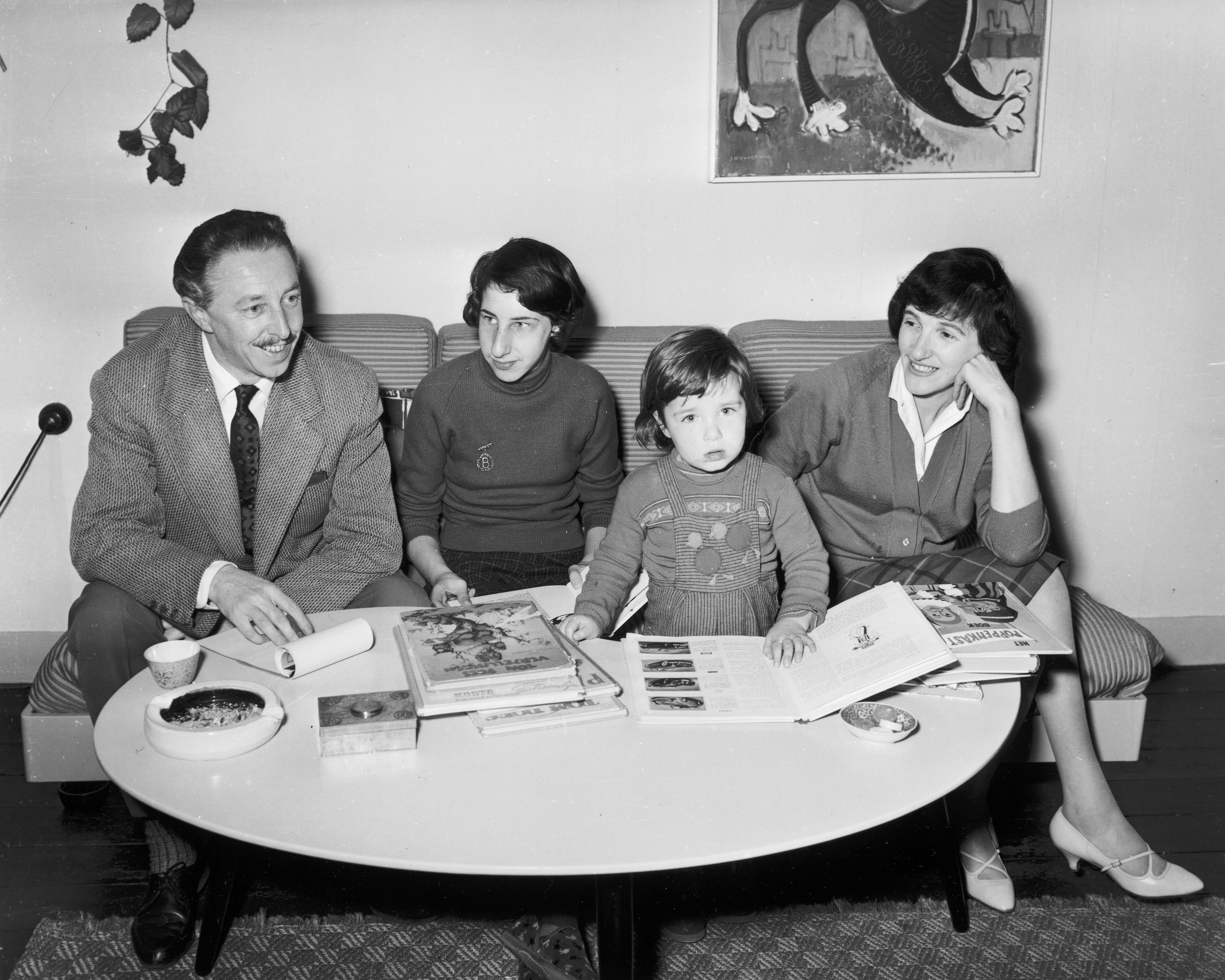
Marga Minco met haar man Bert Voeten en dochters in 1958

Op 29 augustus 1945 trouwde Minco in Amsterdam met de dichter en vertaler Bert Voeten (1918-1992), die zij in 1938 bij de krant had leren kennen. In de oorlog zat zij bij hem ondergedoken. Minco en Voeten kregen twee dochters, Betty en de publiciste Jessica Voeten.

#### Het adres
Na de Tweede Wereldoorlog ging Minco naar het adres dat haar moeder haar had gegeven, waar zij (kostbare) eigendommen in bewaring had gegeven (bij zogenaamde bewariërs), om die spullen weer op te halen. Maar de familie weigerde de spullen terug te geven (ze nam alleen wat theelepeltjes mee. Minco vertelt in de documentaire "De Schaduw van de herinnering" uit 2010 dat zij de theelepeltjes (die nog van haar oma geweest waren) uit de kast had gepakt en in haar zak gestoken, op een moment dat zij even alleen in de kamer was. In de documentaire laat zij de betreffende theelepeltjes zien. Achter de andere spullen ging zij verder niet meer aan, vertelt Minco in de documentaire, omdat die spullen hun betekenis voor haar verloren hadden, doordat het gezin van wie die spullen waren, niet meer bestond, vermoord was, op haarzelf na. Minco beschreef dit voorval in het korte verhaal Het adres, dat van 'mevrouw Dorling', dat in 1957 voor het eerst verscheen en, als beste, bekroond werd door een firma die haar 25-jarig bestaan vierde en bij die gelegenheid een novelleprijsvraag had uitgeschreven. De familie bleek die te zijn van de grootouders van voorzitter van de jury die haar de P.C. Hooftprijs had toegekend, Gillis Dorleijn: Rijksbelastingambtenaar Gillis Dorleijn (1890-1974) en Alida Helena Margaretha Blom (1899-1989). Toen zij in 2018 vernam dat Dorleijn haar zou gaan bellen over die voorgenomen toekenning, had zij laten weten dat zij verkoos dat iemand anders haar dat zou gaan meedelen; dit laatste gebeurde en de prijs werd haar op 18 januari 2019 thuis overhandigd door de secretaris-penningmeester van de stichting, met bijbehorende oorkonde, ondertekend door die laatste en de voorzitter welke "wegens familieomstandigheden" niet bij de prijsuitreiking aanwezig was. Dit alles raakte bekend op 4 juni 2019 toen dit verhaal, samen met het juryrapport en Minco's dankwoord, alsmede een reconstructie van dit gebeuren door haar dochter Jessica Voeten, verscheen. Dorleijn en zijn familie gaven daarop te kennen dat het verhaal hen "pijnlijk heeft geraakt en ons in feite sprakeloos maakt"; ze gaan alsnog de nog aanwezige eigendommen teruggeven.
Na 1945 werkt Minco aanvankelijk bij een aantal kranten en tijdschriften.

#### 4 meiherdenking
In 2015 werd Minco gevraagd naar haar opvattingen over het herdenken van Duitsers en andere oorlogen tijdens de jaarlijkse herdenking van de oorlog op 4 mei. Verwijzend naar de overlevenden antwoordde ze 'Laat het maar zoals het is, zolang wij er nog zijn'.

### Overlijden
Op 15 juli 2023 werd door middel van een rouwadvertentie in de NRC bekendgemaakt dat Minco vijf dagen eerder, op 10 juli, op 103-jarige leeftijd was overleden. Ze was toen al in besloten kring begraven. In haar rouwadvertentie stonden ook de namen van haar ouders, broer en zus en hun partners, die om het leven waren gekomen tijdens de Holocaust en op wie Minco personages uit haar werk had gebaseerd, zoals de familieleden van de hoofdpersoon in Het bittere kruid.

## Schrijfster
In 1957 debuteerde Minco als literair auteur met Het bittere kruid, waarvoor haar de Vijverbergprijs werd toegekend, die toen ƒ 1500.- bedroeg. Op de opening van de 24e Boekenweek in 1959 maakte zij kennis met koningin Juliana, waarvan een foto bestaat.

## Werk
Tussen 1950 en 1954 verschenen korte verhalen van Minco in periodieken als Mandril, Haarlems Dagblad en Het Parool.
In 1957 verscheen Minco's eerste boek, 'de aangrijpende en onderkoeld geschreven kroniek' van de Jodenvervolging Het bittere kruid, waarin de (naamloze) hoofdpersoon oorlogservaringen beleeft die doen denken aan die van haarzelf. Het boekje was meteen een succes. Eenmaal uitgebracht voor een prijs van f 1,50, 'vloog het boek de winkel uit. Ik geloof dat er meteen twintigduizend zijn verkocht,' aldus de auteur. Het Bittere Kruid groeide uit tot een klassieker in de Nederlandstalige literatuur over de Tweede Wereldoorlog. Het beleefde in 2014 al zijn 50ste druk en zijn 64ste in 2019. Het was ook een internationaal succes en werd in negentien talen vertaald. 
De titel van haar tweede boek, Een leeg huis, heeft niet alleen betrekking op het gesloopte huis dat de hoofdpersoon aantreft wanneer zij na de bevrijding uit haar onderduik terugkeert. De titel verwijst ook naar de leegte die de ik-persoon en haar vriendin Yona in de naoorlogse jaren ervaren. Hieraan wordt bijgedragen door de afstandelijke en soms zelfs vijandige bejegening in Nederland van mensen die na de oorlog uit de kampen terugkeerden. Dit wordt door Minco ook beschreven in de verhalenbundel De andere kant.
In 2015 verscheen Na de sterren, waarin de roman Een leeg huis is opgenomen, alsmede een kleine twee dozijn verhalen. Volgens de criticus van NRC Handelsblad gaat het om drieëntwintig verhalen, terwijl die van de Volkskrant er één minder telt. Hieronder bevindt zich het niet eerder herdrukte verhaal 'Het lelijke knikkertje werd mooi' dat in 1940 verscheen in het Algemeen Handelsblad. Minco zelf maakte de selectie en de titel wijst op de bescheidenheid van de auteur, want het gaat om de derde uitgave in de reeks Gedundrukt van uitgeverij Van Oorschot, waarin eerder werk van Simon Carmiggelt en Annie M.G. Schmidt verscheen: 'de echte sterren, volgens Minco.'
Het verhaal 'Het adres' gaat over een jonge joodse vrouw die na de oorlog bij een vrouw langskomt die de spullen van haar ouders heeft bewaard en niet wil teruggeven. 'Terugkeer' gaat over een joods echtpaar dat in de oorlog ondergedoken heeft gezeten en van wie de kinderen zijn omgekomen. Wanneer iemand hem vraagt hoe het met de kinderen of andere in de kampen omgekomen bekenden gaat, kan hij alleen maar het hoofd schudden, waarna steeds een pijnlijke stilte valt. 'Beter kun je het ongemak', aldus criticus Michiel Krielaars, 'tussen overlevenden van de naziterreur en hun niet-joodse landgenoten niet onder woorden brengen.'

## Thematiek
Het existentialisme legt een bijzondere beklemming op haar werk. De hoofdpersonages, vaak overlevenden van de Holocaust, ervaren hun (over-)leven als zinloos. Terwijl hun geliefden worden vermoord, weten de hoofdpersonages vaak slechts door een reeks toevalligheden de oorlog te overleven. Frieda Borgstein in de novelle De val bijvoorbeeld liep tijdens de bezetting bij toeval niet in de val van de nazi's die haar man het leven kostte. In de novelle komt zij, vlak voor haar 85ste verjaardag, alsnog dodelijk ten val in een bij toeval niet afgesloten put van het energiebedrijf.
Zelf omschreef de auteur haar thema als 'de oorlog. Of meer nog: de vereenzaming. Het gevoel alleen te staan in de wereld.'

## Invloeden
In de jaren voordat Het bittere kruid ontstond, las Minco veel Anton Tsjechov, Dorothy Parker en Katherine Mansfield. Over de laatste auteur wilde ze een boek schrijven. Toen het schrijven van Het bittere kruid na enkele weken vast dreigde te lopen, las ze de roman Bij mijn moeder op Sicilië van de Italiaanse schrijver Elio Vittorini, waarvan de 'sprankelende dialogen' inspirerend werkten.

## Stijl
Minco wordt vaak geroemd om 'de uiterste soberheid en zuiverheid van haar stijl', ook omschreven als 'onderkoeld.' Daarentegen kenmerken de verhalen uit Meneer Frits en andere verhalen uit de vijftiger jaren (1974) zich door 'absurdistische en vaak humorvolle wendingen van een Kafka-esk kaliber.'
In de loop der jaren is de auteur minder sober gaan schrijven.'Vroeger,' aldus Minco in 1980, 'wilde ik met zo weinig mogelijk woorden zo veel mogelijk zeggen. Tegenwoordig ben ik minder zuinig met woorden. (...) Mijn laatste verhalen zijn niet zo ingehouden meer.'
De stijl is het resultaat van hard werken: 'Per verhaal flikker ik soms een volle Albert Heijn-tas met eerdere versies weg,' aldus de auteur in 2015. Hiermee hangt samen haar voorliefde voor het genre van het korte verhaal: 'Je kunt beter één goede zin opschrijven dan een pagina uit te weiden.'
Volgens criticus Krielaars wist Minco 'het tragische luchtig op te dienen' door zich te concentreren op 'het kleine, ogenschijnlijk onbelangrijke', dat zodoende 'des te schrijnender' aandoet.

## Prijzen
- 1957 - Novelle-prijsvraag van het Bureau voor Postreclame en Adressen De Mutator N.V. voor Het adres
- 1957 - Multatuli-prijs voor Het bittere kruid
- 1958 - Vijverbergprijs voor Het bittere kruid
- 1999 - Annie Romein-prijs voor haar gehele oeuvre
- 2005 - Constantijn Huygensprijs voor haar gehele oeuvre
- 2019 - P.C. Hooftprijs voor haar gehele oeuvre

## Eerbetoon te Breda
Op 31 maart 2021 werd aan het pand Prins Hendrikstraat 194 in Breda een plaquette gehangen met de vermelding dat dit het huis is waar Minco op 31 maart 1920 werd geboren. 
Al in 2019 was door de gemeente Breda besloten dat het bestaande Oranjeplein na de herinrichting van het viaduct over de zuidelijke rondweg op de Ginnekenweg (het viaduct van de Ginnekenweg over de Franklin Rooseveltlaan), de naam Marga Mincoplein gaat krijgen. Dit Oranjeplein verbindt de Prins Hendrikstraat en de Ginnekenweg. De gemeente wilde dit plein opnieuw inrichten. De vernoeming naar Marga Mincoplein was een initiatief van de wijkraad Ginneken. Het werk aan het Marga Mincoplein zou juist in 2023 beginnen. Van de drie rijstroken op de tunnelbak over de Zuidelijke Rondweg wordt een doorgaande weg gemaakt. Daardoor komt er ruimte voor groen. Om extra aandacht te schenken aan de geboorteplaats van Minco is er in het ontwerp ruimte voor een kunstwerk van de lichtkunstenares Tamar Frank (*Amsterdam 1974).
Op woensdag 27 maart 2024 openden de burgemeester van Breda, Paul Depla, samen met wethouder Marike de Nobel het Margo Mincoplein en onthulden ook het kunstwerk ‘Gebroken Lijn’ van Tamar Frank. Dit gebeurde in het bijzijn van Jessica Voeten, de dochter van Margo Minco.

## Familierelatie
Verzetsman Bill Minco (Almelo, 21 mei 1922 – Amersfoort, 5 mei 2006) was verre familie van Marga Minco. Zij vertegenwoordigden respectievelijk de Ootmarsumse en de Oldenzaalse tak, als afstammelingen van hun gemeenschappelijke overgrootouders Salomon Minco (Het Schut (Hoogeveen), 18 januari 1830 - Oldenzaal, 8 mei 1903) en  Elisabeth Nathans (Leiden, 8 april 1827 - Oldenzaal, 14 augustus 1916). Het voorgeslacht gaat verder aantoonbaar terug op Nathan Menco en Mijne Cohen (beiden overleden te Hengelo, voor 1812).